# Alberton (Prince Edward Island)
Alberton ist ein kanadischer Ort im westlichen Teil des Prince County in der Provinz Prince Edward Island gelegen. Alberton ist ein Dienstleistungszentrum für die lokalen Fischer- und Bauerngemeinden und grenzt an die Gemeinde Northport mit ihrem Hafen. Der 1543 gegründete Ort war seit 1878 ein Dorf und trägt seit 1913 die Bezeichnung Stadt.

## Geschichte
Die Stadt wurde lange von Mi’kmaq besiedelt. Die ersten Europäer erreichten Alberton 1534 mit dem französischen Kundschafter Jacques Cartier. Sie gingen am nahe gelegenen Kap Kildare an Land. Wenige Akadier siedelten im 17. und 18. Jahrhundert auf der Insel. Sie zogen nach der großen Deportationswelle(späte 1750er) durch das britische Militär in großer Zahl nur auf den westlichen Teil der Ile-Saint-Jean und insbesondere nördlich des heutigen Alberton in das Gebiet von Tignish.
Nach dem britischen Sieg 1763 über Frankreich ging die Souveränität an das Königreich Großbritannien über. 1765 führte das Königreich ein Feudalsystem ein. Das heutige Alberton wurde 1767 Edward Lewis, einem britischen Abgeordneten, zugesprochen. Alberton wurde im Juni 1788 als kleiner Handelsposten gegründet. Er trug den Namen „Lewis Town“. Der Ort wurde zunächst von lokalen Arkadiern besiedelt. Zusätzlich wurden Schotten und Bewohner Devonshires in dem Ort angesiedelt. Die lokale Schiffsindustrie und der Holzhandel brachten der Stadt in den 1800ern einen Aufschwung.
Der Ort wurde mehrmals umbenannt und die Siedlungsgebiete veränderten sich:
Ursprünglich wurde der Ort an der Stelle gegründet, an der sich heute Northport befindet. Heute befindet sich die Stadt 2 Kilometer weiter westlich. Durch die Schiffs- und Holzindustrie wurde der Ort zu einem großen Handelszentrum in Prince County. Am 27. Juni 1862 bekam der Ort seinen heutigen Namen, der auf den Prince of Wales und späteren König Albert Edward VII. zurückgeht.
Alberton wurde nach 1894 weltweites Zentrum und Initiator der Silberfuchszucht zur Gewinnung von Silberfuchsfellen für die Pelzherstellung. Charles Dalton und Robert Oulton waren 1894 die Ersten, die die erfolgreich diese Zucht ausübten. Die Fuchszucht brachte einen Bevölkerungs- und Steuerzuwachs mit sich, so dass der Ort im Mai 1913 vom Dorf zur Stadt erhoben wurde. Die Rentabilität der dortigen Silberfuchszucht endete in den 1940er Jahren.

### Eisenbahn und andere Bauten
1872 wurde die Prince Edward Island Railway gebaut, welche in Alberton endete. Sie verbindet Alberton unter anderem mit O’Leary, Summerside, Charlottetown, Georgetown und Souris.
Die Eisenbahnlinie wurde später nach Tignish erweitert. Durch die scharfe Kurve wurde ein Gleisdreieck nötig. Der Ort wurde 1878 ein Dorf- und Gerichtsort für den westlichen Prince County. In den frühen 1900er Jahren baute die Eisenbahngesellschaft einen neuen, massiven Bahnhof. Der einzige, ebenfalls ganz aus Stein bestehende Bahnhof der Insel war bis dahin Kensington.
Die öffentliche Bibliothek wurde 1951, das Gebäude der Bundesregierung 1962 und das Gemeindemuseum 1964 eröffnet.

## Geographie
Alberton ist ungefähr gleich weit von Tignish und O’Leary entfernt. Die Stadt ist am Nordufer der Insel am Sankt-Lorenz-Strom gelegen. Ihre Ausdehnung beträgt 4,52 km².
- 136 km: Confederation Bridge (nach New Brunswick)
- 93 km: Charlottetown
- 66 km: Summerside
- 197 km: Wood Islands Ferry (nach Nova Scotia)

## Wirtschaft
Die Mehrheit der Erwerbstätigen Albertons ist im Dienstleistungssektor beschäftigt.
Die Fischindustrie im angrenzenden Northport ist ein wichtiger wirtschaftlicher Stützpfeiler. Sie fängt 3000 Tonnen amerikanischen Hummer, Muscheln, Snow crabs, Weichschalentiere, Kabeljau, Hering, amerikanische Scholle, Makrelen, Jakobsmuscheln, Gelbschwanz, Aal, Winterflunder, Stint, Microgadus tomcod, Silberrücken, Heringshai, und Blauhai.
Quelle: 1996, Department of Fisheries and Oceans (DFO)
Die Landwirtschaft in der Umgebung Albertons wird durch Kartoffelbauern bestimmt. Die Kartoffeln werden vor allem für Pommes frites und Kartoffelchips benutzt.

## Bildung
Die Stadt besitzt Kindergärten und eine Grundschule (234 Schüler in 6 Jahrgängen). Die Schüler fahren mit dem Bus in die nahe gelegenen M.E. Callaghan School (378 Schüler, Jahrgänge 7–9) und Westisle Composite High School (748 Schüler, Jahrgänge 10–12). Weiterhin bestehen zwei Berufsschulen.

## Verkehr
Alberton liegt an der Route 12, die Teil des Lady Slipper Drive ist. Einige Kilometer südwestlich der Stadt verläuft die Route 2, die Hauptwestostachse. Der Hafen in Northport wird von der Kleinhafenabteilung des kanadischen Fisch- und Meeresbehörde verwaltet.

## Besonderheiten
Alberton bietet ein Angebot diverser Aktivitäten: Aerobic, Zeichenunterricht, Handwerkermessen, Bowling-Ligen, Boxverein, Darts, Karten, Karaoke, Bingo, Basketball, Badminton, Volleyball, Wanderverein, Eishockey, Softball und Fußball.
Die Stadt ist in der Nähe von drei Provinzparks gelegen: Mill River Provincial Park, Bloomfield Provincial Park und Jacques Cartier Provincial Park. Der Confederation Trail für Wandern, Laufen und Rad fahren im Sommer und Skilanglauf im Winter führt durch den Ort. Das Gelände bietet eine Vielzahl an Angelteichen.
Das Alberon Court House beheimatet seit 1980 das Alberton Museum, welches verschiedene Sammlungen zur Umgebung beinhaltet. Im Stadtpark befindet sich ein Monument für die Pioniere der Silberfuchszüchtung, Robert Oulton and Charles Dalton.
Das Joe O’Brien Museum liegt knapp außerhalb der Stadtgrenze. Joe O’Brien, wuchs in Alberton auf und wurde einer der berühmtesten Trabrennfahrer. Trabrennpferdzüchtervereinigung Standardbred Canada benannte ihren jährliche Auszeichnung nach O’Brien.
Die Prince County Fair wird jedes Jahr im August veranstaltet. Sie beinhaltet Viehschauen, Restauration, Rennen und einen Jahrmarkt. Im Februar findet der Alberton Winter Carnival statt. Weitere Veranstaltungen sind Alberton Day Festival, Canada Day und Trail Day.

## Medien
Der Journal-Pioneer, eine Tageszeitung, wird in Summerside herausgegeben und unterhält das Büro für den westlichen Teil des Prince County in Alberton. Die West Prince Graphic ist eine Wochenzeitung, die im westlichen Teil Prince County vertrieben und lokal herausgegeben wird. Der Penny Saver ist ein zweiwöchentlich erscheinendes Anzeigenblatt, welches an alle Einwohner der westlichen Prinz-Edward-Insel abgegeben wird.

## Persönlichkeiten
- George H. Clark (1881–1956), US-amerikanischer Sammler